# Campeonato Malaio de Patinação Artística no Gelo
O Campeonato Malaio de Patinação Artística no Gelo é uma competição nacional anual de patinação artística no gelo da Malásia.
A competição determina os campeões nacionais e os representantes da Malásia em competições internacionais como Campeonato Mundial, Campeonato Mundial Júnior, Campeonato dos Quatro Continentes e os Jogos Olímpicos de Inverno.

## Edições
| Ano (Edição) | Cidade sede   | S | Ref           |
| Ano (Edição) | Cidade sede   | M | Ref           |
| ------------ | ------------- | - | ------------- |
| 2011         | Kuala Lumpur  | • | [ 1 ]         |
| 2012         | Kuala Lumpur  | • | [ 2 ] [ 3 ]   |
| 2013         | Bandar Sunway | • | [ 4 ] [ 5 ]   |
| 2014         | Bandar Sunway | • | [ 6 ] [ 7 ]   |
| 2015         | Putrajaya     | • | [ 8 ] [ 9 ]   |
| 2016         | Kuala Lumpur  | • | [ 10 ] [ 11 ] |

## Lista de medalhistas

### Individual masculino
| Evento                        | Ouro               | Prata                   | Bronze                  |
| Kuala Lumpur 2011 (detalhes)  | Ryan Yee Zhi Jwen  | nenhum outro competidor | nenhum outro competidor |
| Kuala Lumpur 2012 (detalhes)  | Ryan Yee Zhi Jwen  | Julian Yee Zhi Jie      | nenhum outro competidor |
| Bandar Sunway 2013 (detalhes) | Julian Yee Zhi Jie | Zehn Feng Chan          | Devin Wong              |
| Bandar Sunway 2014 (detalhes) | Julian Yee Zhi Jie | Chew Kai Xiang          | Ryan Yee Zhi Jwen       |
| Putrajaya 2015 (detalhes)     | Julian Yee Zhi Jie | Chew Kai Xiang          | nenhum outro competidor |
| Kuala Lumpur 2016 (detalhes)  | Julian Yee Zhi Jie | Chew Kai Xiang          | nenhum outro competidor |